# Möbel Pfister
Die Möbel Pfister AG mit Sitz in Suhr ist ein im Einrichtungsfachhandel tätiges Schweizer Unternehmen. Sie betreibt schweizweit 20 Filialen und beschäftigt rund 1'200 Mitarbeiter. Damit ist die Möbel Pfister AG Marktführerin im schweizerischen Einrichtungsfachhandel.
Die Wurzeln des Unternehmens reichen zurück bis 1882. Ab 1991 war die Möbel Pfister AG im Besitz der Pfister Arco Holding AG. 2019 wurde Möbel Pfister von der österreichischen XXXLutz-Gruppe übernommen und die ehemalige Dachgesellschaft in F.G. Pfister Holding AG umbenannt.

## Geschäftstätigkeit
Möbel Pfister betreibt drei Einrichtungscenter, zwölf Einrichtungshäuser und fünf Stadtfilialen mit einer Verkaufsfläche von insgesamt 175'000 m². Zu Möbel Pfister gehört auch das Design-Haus Mobitare.
Das Unternehmen ist mit seinen Niederlassungen in der ganzen Schweiz vertreten und beschäftigt rund 1'200 Mitarbeiter und 200 Auszubildende. Die Leitung unterliegt Paul Holaschke als CEO. Mit Filial- und Online-Handel ist die Möbel Pfister AG der grösste Möbelfachhändler der Schweiz.

## Marken und Standorte

### Pfister
Ab 1922 war die Möbel-Pfister AG unter ihrem handelsrechtlichen Namen tätig. Die Schreibweise mit Bindestrich wurde mit dem modernisierten Aussenauftritt 1986 aufgegeben, die Marke Möbel Pfister existierte hierbei parallel in den Varianten Pfister Meubles in der Romandie, und Mobili Pfister im Tessin. Im Februar 2006 wurde der Aussenauftritt universell durch Pfister abgelöst.
Unter der Hauptmarke werden 18 Standorte in drei Filialgrössen geführt. Die vier Einrichtungscenter (XL) umfassen das Hauptgeschäft im sogenannten Pfister Center in Suhr (1939), sowie die Standorte im Wohnland in Dübendorf (1988), im Centre de l'Habitat in Etoy (1978), und in Affoltern am Albis (2021).
Die elf Einrichtunghäuser (L) umfassen die Pfister Center in Mels (2002), und Alchenflüh-Lyssach (2007), Standorte in Pfister-Liegenschaften in Contone (1989), Pratteln (1997), Meyrin bei Genf (2001), in Drittliegenschaften im EKZ Lerchenfeld in St. Gallen, im Limmatpark in Spreitenbach (2003), im Wohncenter Emmen in Emmenbrücke (2005), und im Retail Park in Villeneuve (2011), sowie in zwei Einkaufszentren der Migros Neuenburg-Freiburg, dem Avry Centre und dem Marin Centre.
Konzeptionell als Wohnboutique konzentrierte Stadtfilialen (M) bestehen in Zürich am Walcheplatz (1922), im Letzipark (1985), sowie in Bern an der Schauplatzgasse (2008).
Von Schliessungen betroffen waren insbesondere Stadtfilialen, die 1957 unter anderem auch in Bellinzona, Lausanne und Genf existierten. Der Gründungsstandort an der Rheingasse 10 in Kleinbasel, der als Stadtfiliale in die Nachbarliegenschaft Greifengasse 3 erweitert worden war, wurde per Ende 2012 geschlossen. Die Stadtfiliale an der Zürichstrasse 33 in Luzern wurde mit Auslaufen des Mietvertrags per Ende 2019 geschlossen. Nach rund 33 Jahren wurde die 1985 eröffnete Stadtfiliale im Rothaus an der Marktgasse 37 in Winterthur am 22. Februar 2020 geschlossen. Mittlerweile ebenfalls geschlossen wurde die Stadtfiliale in der Liegenschaft Vorstadt 22/24 in Schaffhausen.

### Mobitare
Die Mobitare AG wurde 1987 in Basel gegründet und war auf Einrichtungsgegenstände, Wohntextilien, Orientteppiche, Beleuchtungskörper und Wohnaccessoires spezialisiert. Im Wohnland in Dübendorf erhielt das sogenannte «Designhaus» bei der Eröffnung 1988 einen eigenständigen Standort, der 1997 auch Sitz des Unternehmens wurde. Als rechtlich eigenständiges Unternehmen wurde Mobitare Mitte 2006 aufgrund der Fusion mit der Muttergesellschaft gelöscht.
Unter der Marke Mobitare werden mittlerweile die Standorte in Dübendorf, Etoy, Zürich-City und der Onlineshop geführt.

## Geschichte

Historisches Logo

1882 eröffnete Johann Jakob Pfister im Kleinbasel einen Möbel- und Bettwarenladen mit Werkstatt. Nach seinem Tod 1912 wurde seine Frau Margaretha Pfister-Christen Leiterin des Ladengeschäfts samt Werkstatt. 1916 übernahm sein Sohn Fritz Gottlieb Pfister das Unternehmen. 1918 wurde der erste Lastwagen angeschafft, womit sich der Aktionsradius der Lieferungen über das Stadtgebiet in die Region ausweitete. 1922 wandelte Fritz Gottlieb Pfister das Unternehmen in eine Aktiengesellschaft um und eröffnete eine Filiale in Zürich und zwei Jahre später auch in Bern. 1934 führte Pfister die «Sociale Versicherungskasse» ein, ein vorbildhaftes Vorsorgewerk für Mitarbeitende.
1939 eröffnete das Unternehmen an der Hauptstrasse Zürich-Bern in Suhr ein grosses Fabrik- und Verwaltungsgebäude, das in der Folge zur Fabrikausstellung ausgebaut wurde. Wegen des Filialeröffnungsverbotes aufgrund des Kriegsausbruchs durfte die Wohnausstellung nicht betrieben werden; deshalb deckte man die Schaufenster mit weisser Farbe ab. 1941 wurde der Hauptsitz von Basel nach Suhr verlegt. Mit der Eröffnung von weiteren Filialen expandierte Pfister 1949 ins Tessin und 1950 in die Romandie. In den Boomjahren nach dem Kriegsende florierte das Unternehmen, dessen Mitarbeiterzahl bis zum 75-Jahr-Jubiläum im Jahr 1957 auf 500 anwuchs. Für die nationale Auslieferung standen damals 18 Lastwagen zur Verfügung. Anfang der 1960er-Jahre wurde das Produktsortiment erweitert und das Möbelgeschäft in ein Einrichtungshaus umgewandelt: Neu wurden neben Möbeln auch Leuchten, Heimtextilien, Vorhänge und Teppiche als ebenbürtige Abteilungen angeboten. Gleichzeitig wird mit Erfolg der Direkteinkauf von Orientteppichen aufgebaut, womit Pfister zum führenden Orientteppichfachhaus der Schweiz wurde. 1966 verkaufte Fritz Gottlieb Pfister, der das Unternehmen bis 1963 führte, die Familienaktien an die firmeneigene Vorsorgestiftung.
In den 1970er- und 1980er-Jahren expandierte das Unternehmen durch Eröffnung grosser Einrichtungscenter, insbesondere 1978 dem «Centre de l'Habitat» in Etoy und 1988 dem «Wohnland» in Dübendorf. 1991 wurden die verschiedenen Unternehmensteile unter dem Dach der Pfister Arco Holding zusammengefasst. 1995 gehörte Pfister zu den ersten Lizenznehmern der Teppich-Fair-Trade-Organisation STEP. Ende der 1990er-Jahre und in den 2000er-Jahren beschleunigte sich die Expansion durch die Eröffnung weiterer Filialen und Center in der ganzen Schweiz (1997 Pratteln, 2001 Genf-Meyrin, 2002 Mels, 2003 Spreitenbach, 2005 Emmen «Wohncenter», 2007 Alchenflüh-Lyssach, 2008 Berner Innenstadt, 2011 Villeneuve). 1994 verkaufte Pfister die Tochtergesellschaft Rudolf Müller AG, welche die Möbelhauskette «Top Tip» führte, an Coop. 2015 wurde die in Rothrist ansässige Möbel Hubacher AG übernommen.
Aus der Idee eines Förderwettbewerbs für junge Schweizer Designer entwickelte sich bis Juni 2010 eine neue Einrichtungskollektion mit dem Markennamen "Atelier Pfister". 2017 stellte das Unternehmen den weltweit ersten vollständig biologisch abbaubaren Vorhang nach dem Cradle-to-Cradle-Prinzip vor.
Seit November 2018 bietet Möbel Pfister einen Teil seines Sortiments auch auf galaxus.ch an.
Im Oktober 2019 wurde bekannt, dass das operative Möbelgeschäft der Pfister-Gruppe von der XXXLutz-Gruppe übernommen werde, neben der Möbel Pfister AG, auch die Schwesterunternehmen Arco Regio AG mit den Marken «Möbel Hubacher», «Möbel Egger» und «Möbel Svoboda», sowie die Dienstleister Pfister Professional (Planung/Umsetzung von Innenausbauten und Einrichtungen) und Pfister Vorhang Service. Die Dachgesellschaft Pfister Arco Holding, die nicht an XXXLutz veräussert wurde, sondern im Besitz der F.G. Pfister Stiftung verbleibt, wurde vorgängig im Juli 2019 in F.G. Pfister Holding umbenannt, und umfasst die Immobiliensparte (ehemals Arco Immobilien) und die Beteiligungsgesellschaft F.G. Pfister Beteiligungen. 2022 übernahm letztere 90 Prozent der Goba-Aktien.
Von 2015 bis 2020 war Matthias Baumann, Ehemann von Christoph Blochers Tochter Miriam, Geschäftsführer von Möbel Pfister.
Im Dezember 2020 trat Pfister in das Küchensegment ein und eröffnete in Mels und Pratteln die ersten beiden Pfister-Küchenstudios. Mit Eröffnung der Filiale in Affoltern am Albis am 15. November 2021 wurde der vierte XL-Standort, samt Küchenstudio und integriertem Restaurant eröffnet.